# Foho Atubrau
Der Foho Atubrau (Atubaru) ist eine 130 m hohe Erhebung in Osttimor. Sie befindet sich in der Aldeia Moleana, im Nordwesten des Sucos Ritabou (Verwaltungsamt Maliana, Gemeinde Bobonaro). Während südöstlich das Land auf über hundert Meter Höhe liegt, fällt es jenseits des Höhenzugs zu einer kleinen Flussebene am Nunura herab. Südlich liegt der Ort Moleana.